# Grand Hotel Cirta
Grand Hotel Cirta hay Hotel Cirta là một khách sạn ở Constantine, Algérie, nằm trong một tòa nhà màu trắng ở số 1 Đại lộ Rahmani Achour, ở rìa Place des Martyrs. Khách sạn là tài sản của Societe de l'Hotel Cirta, thuộc sở hữu của Mohand Tiar, một doanh nhân và nhà từ thiện người Algeria.

## Kiến trúc
Khách sạn có 76 phòng, trong đó có 30 phòng đôi, 33 phòng đơn, 1 phòng ba và 4 dãy phòng và 1 phòng căn hộ. Lonely Planet mô tả nó như một "khách sạn cổ lớn" và "một tàn tích khác của thời thuộc địa". Vào năm 1935, một ấn phẩm đã mô tả khách sạn là "một khách sạn tốt như bất kỳ ai muốn dừng chân, ngoại trừ việc chúng tôi không có phòng tắm riêng".  Một người khác nói vào năm 1972, "Sự hùng vĩ của tiền sảnh có mái vòm giống như nhà thờ Hồi giáo, với gạch màu xanh nhạt và treo đèn lồng bằng đồng, có thể sẽ bị phai mờ phần nào trong những ngày hậu thuộc địa của Cộng hòa Dân chủ Nhân dân Algeria." Khách sạn có rạp chiếu phim.